# هارمین
هارمین (به انگلیسی: Harmine) با فرمول شیمیایی C۱۳H۱۲N۲O یک ترکیب شیمیایی با شناسه پاب‌کم ۵۲۸۰۹۵۳ است. که جرم مولی آن ۲۱۲٫۲۵ g/mol می‌باشد. 